# MPU-401

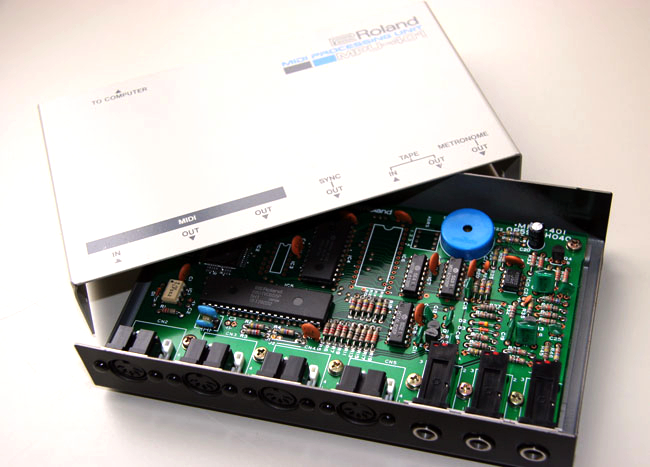
Roland MPU-401 (parte superior de la cubierta levantada).

El MPU-401 , donde MPU significa Unidad de Procesamiento MIDI , es una interfaz importante pero ahora obsoleta para conectar hardware de música electrónica equipado con MID
I a computadoras personales .Fue diseñado por Roland Corporation , que ahora también es coautor del estándar MIDI. 

## Diseño
Lanzado alrededor de 1984, el MPU-401 original era una caja de conexiones externa con conectores MIDI IN / MIDI OUT / MIDI THRU / TAPE IN / TAPE OUT / MIDI SYNC, para usar con una tarjeta / cartucho de interfaz que se vende por separado ("MPU-401 kit de interfaz ") insertado en un sistema informático.  Para tal configuración, se hicieron los siguientes "kits de interfaz": 
- MIF-APL: Para el Apple II .
- MIF-C64: Para el Commodore 64 .
- MIF-FM7: Para el Fujitsu FM7 .
- MIF-IPC: Para IBM PC / IBM XT .  Resultó que no funcionaba de manera confiable con procesadores 286 y más rápidos.  Las primeras versiones de la PCB real tenían IF-MIDI / IBM como una pantalla de seda.[1]
- MIF-IPC-A: para IBM AT , también funciona con PC y XT.[1]
- Xanadu MUSICOM IFM-PC: Para IBM PC / IBM XT / IBM AT .  Esta fue una tarjeta MIDI de terceros, que incorpora el MIF-IPC (-A) y una funcionalidad adicional que se combinó con el OEM Roland MPU-401 BOB .  También tenía un mini conector de audio en el PCB.[2][3]
- MIF-MSX: Para el MSX .
- MIF-PC8: Para el NEC PC-88 .[4]
- MIF-PC98: Para el NEC PC-98 .
- MIF-X1: Para el Sharp X1 .[5]
- MIF-V64: Para el Commodore 64 .[6]

En 2014, los aficionados construyeron clones de la tarjeta MIF-IPC-A para PC.

## Variantes
Más tarde, Roland colocaría la mayoría de los componentes electrónicos que originalmente se encontraban en la caja de conexiones en la propia tarjeta de interfaz, reduciendo así el tamaño de la caja de conexiones.  Productos lanzados de esta manera: 
- MPU-401N: una interfaz externa, específicamente diseñada para usar con las computadoras portátiles de la serie NEC PC-98 .  Esta unidad de caja de conexiones cuenta con un puerto COMPUTER IN especial para la conexión directa al bus de expansión de 110 pines de la computadora.  Se agregó el conector METRONOME OUT.  Lanzado en Japón solamente.
- MPU-IPC: para IBM PC / IBM XT / IBM AT y compatibles (8 bit ISA).  Tenía un conector hembra de 25 pines para la caja de conexiones, aunque solo se usaban nueve pines, y solo siete eran funcionalmente diferentes: tanto 5 V como tierra usan dos pines cada uno.
- MPU-IPC-T : para IBM PC / IBM XT / IBM AT y compatibles (ISA de 8 bits).  El conector MIDI SYNC se eliminó de este modelo fabricado en Taiwán, y la dirección de E / S previamente codificada y la IRQ se podían establecer en diferentes valores con puentes.

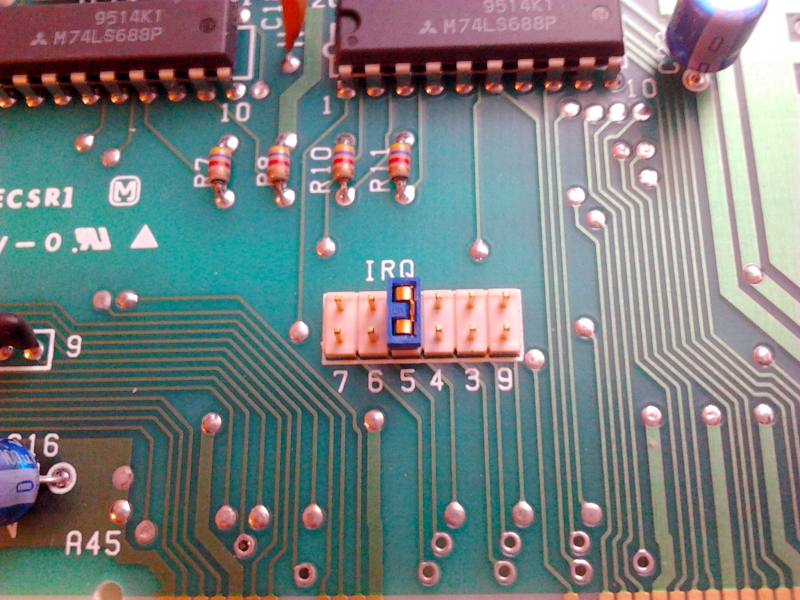
La selección de IRQ en el MPU-IMC.

- MPU-IMC: para el bus Micro Channel Architecture de IBM PS / 2 .  En modelos anteriores, tanto la dirección de E / S como IRQ estaban codificadas de manera rígida a IRQ 2 (causando serios problemas con el disco duro, ya que también usa ese IRQ); en modelos posteriores, el IRQ se podría configurar con un puente.  Tenía un conector hembra de 9 pines para la caja de conexiones.[8]  La selección de IRQ en el MPU-IMC.  .  Debido a la incompatibilidad de IRQ 2/9 (y potencialmente de las direcciones de E / S) entre los modelos MPU-IMC e IBM PS / 2 MCA, ciertos juegos no funcionarán con MPU-401.[9]
- S-MPU / AT (Super MPU): para IBM AT y compatibles (16 bit ISA).  Tenía un conector hembra Mini-DIN para la caja de conexiones.  Se eliminaron los conectores MIDI SYNC, TAPE IN, TAPE OUT, METRONOME OUT, pero se agregó un segundo conector MIDI IN.  Se debe ejecutar una aplicación para asignar recursos (plug and play) para usar la tarjeta en DOS.  Esta aplicación no es un TSR, es decir, no ocupa memoria convencional.
- S-MPU-IIAT (Super MPU II): para las PCs IBM o Plug and Play compatibles (16 bit ISA).  Tenía un conector hembra Mini-DIN para la caja de conexiones con dos conectores de entrada MIDI y dos conectores de salida MIDI.  Se debe ejecutar una aplicación para asignar recursos (plug and play) para usar la tarjeta en DOS.  Esta aplicación no es un TSR, es decir, no ocupa una valiosa memoria convencional.
- LAPC-I : para PC de IBM y compatibles.  Incluye la fuente de sonido Roland CM-32L .  Una caja de conexiones para esta tarjeta, la MCB-1, se vendió por separado.
- LAPC-N : para el NEC PC-98 .  Incluye la fuente de sonido Roland CM-32LN .  Una caja de conexiones para esta tarjeta, la MCB-2, se vendió por separado.
- RAP-10 : para IBM AT y compatibles (16 bit ISA).  Fuente de sonido general de midi solamente.  MPU-401 solo en modo UART.  Una caja de conexiones para esta tarjeta, la MCB-10, se vendió por separado.
- SCP-55 : para las computadoras portátiles IBM y compatibles (PCMCIA).  Incluye la fuente de sonido Roland SC-55 .  Una caja de conexiones para esta tarjeta, la MCB-3, se vendió por separado.  MPU-401 solo en modo UART.[10]

Aún más tarde, Roland se libraría completamente de la caja de conexiones y colocaría todos los conectores en la parte posterior de la tarjeta de interfaz.  Productos lanzados de esta manera: 

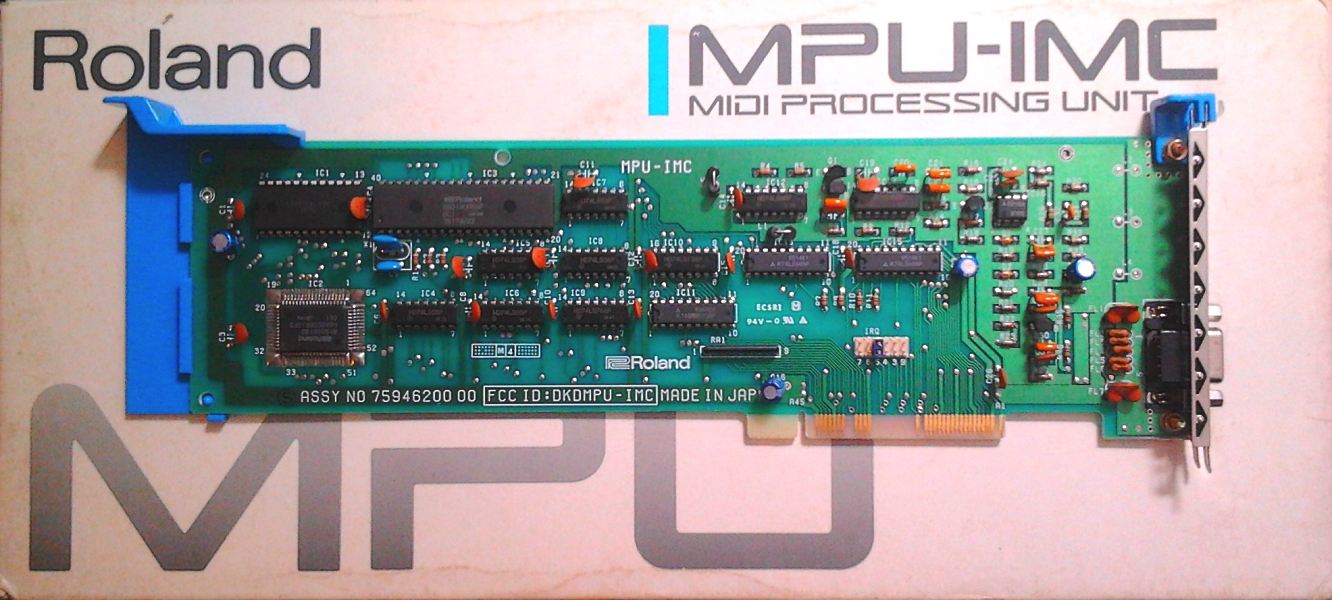
Roland MPU-IPC, la versión rara de 'Micro Canal' de la tarjeta.

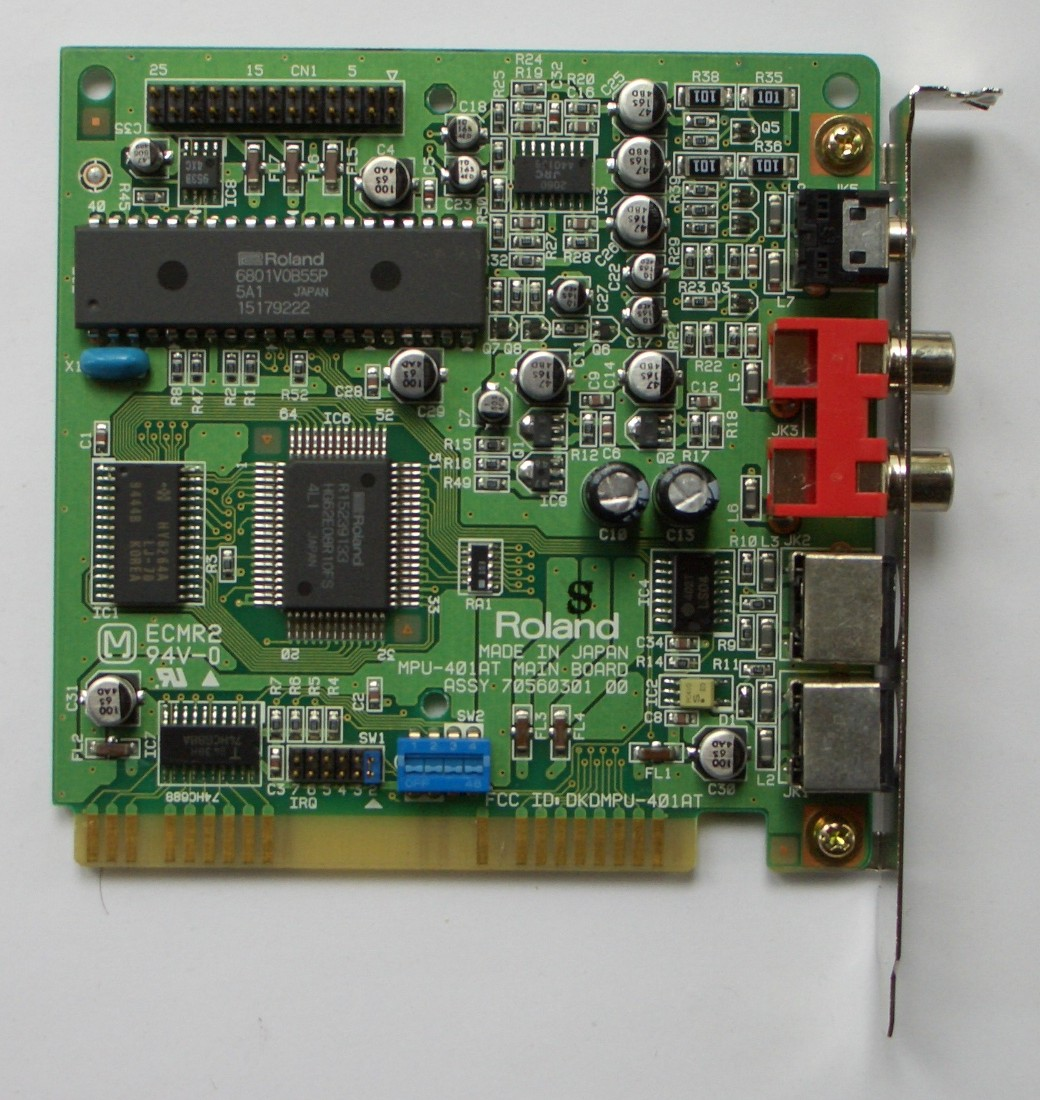
Roland MPU-401AT

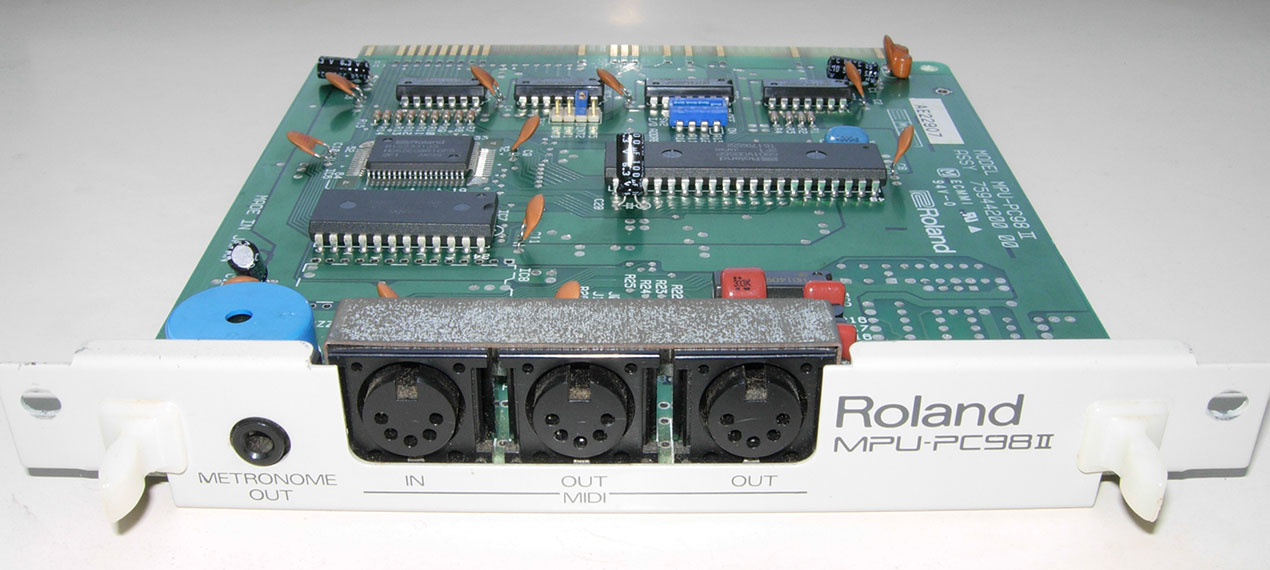
Roland MPU-PC98II

- MPU-APL: para la serie Apple II .  Combinación de una sola tarjeta de la interfaz MIF-APL y MPU-401, con conectores MIDI IN, OUT y SYNC.
- MPU-401AT: para IBM AT y "100% compatibles".  Incluye un conector para tablas hijas Wavetable.
- MPU-PC98: para el NEC PC-98 .
- MPU-PC98II: para el NEC PC-98 .
- S-MPU / PC (Super MPU PC-98): para el NEC PC-98 .
- S-MPU / 2N (Super MPU II N): para el NEC PC-98 .
- SCC-1 : para la PC de IBM y compatibles.  Incluye la fuente de sonido Roland SC-55 .
- GPPC-N y GPPC-NA: para el NEC PC-98 .  Incluye la fuente de sonido Roland SC-55.[11]

## Clones
A fines de la década de 1980, otros fabricantes de PCB desarrollaron clones MPU-401 inteligentes.  Algunos de estos, como el Voyetra , estaban equipados con chips Roland, mientras que otros tenían ROM de ingeniería retroactiva ( Midiman / Music Quest ).
Ejemplos: 
- Midiman MM-401 (8BIT, conjunto de chips que no es Roland, también se vende como parte del Kit de música de PC Midiman PC)[14]
- Computer Music Supply CMS-401 (8BIT, conjunto de chips que no es de Roland)[15]
- Tarjeta MIDI Music Quest PC / MQX-16s / MQX-32m (8 y 16 BIT, sin chips de Roland)
- Voyetra V-400x / OP-400x (V-4000, V4001, 8BIT, conjunto de chips Roland)
- MIDI LAND DX-401 (sin chipset Roland) y MD-401 (sin chipset Roland)[16]
- Data Soft DS-401 (sin chipset Roland)[17]

En 2015, los aficionados desarrollaron un clon de Music Quest PC MIDI Card 8BIT.  En 2017/2018, los aficionados desarrollaron una revisión del clon Music Quest PC MIDI Card 8BIT que incluye un encabezado de tabla de ondas en analogía con el Roland MPU-401AT.

## Modos
El MPU-401 puede funcionar en dos modos, modo normal y modo UART .  El "modo normal" proporcionaría al sistema host un secuenciador de 8 pistas, salida de reloj MIDI, salida de señal SYNC 24, sincronización de cinta y un metrónomo; como resultado de estas características, a menudo se le llama "modo inteligente".  Compare esto con el modo UART, que reduce el MPU-401 a la simple transmisión de bytes de datos MIDI de entrada / salida. 
A medida que las computadoras se volvieron más poderosas, las funciones ofrecidas en "modo inteligente" se volvieron obsoletas, a medida que su implementación en el software del sistema host se hizo más eficiente (que pagar por el hardware dedicado que las hará).  Como resultado, el modo UART se convirtió en el modo de operación dominante, ya que muchos clones no soportaban el "modo inteligente" en absoluto, y se anunciaron como compatibles con MPU-401 . 

## SoftMPU
A mediados de la década de 2010, se escribió una interfaz de software de plataforma para aficionados, SoftMPU, que actualiza las interfaces UART (no inteligente) MPU-401 a la interfaz inteligente MPU-401.

## HardMPU
En 2015, se desarrolló una PCB (HardMPU) que incorpora SoftMPU como lógica en el hardware (para que la CPU de la PC no tenga que procesar MIDI inteligente).

## Interfaces contemporáneas
Las conexiones físicas MIDI se reemplazan cada vez más con la interfaz USB y un convertidor de USB a MIDI para manejar periféricos musicales que aún no tienen sus propios puertos USB.  A menudo, los periféricos pueden aceptar entradas MIDI a través de USB y enrutarlos a los conectores DIN tradicionales.  Si bien la compatibilidad con MPU-401 ya no se incluye en Windows Vista , hay un controlador disponible en Windows Update .  A partir de 2011, la interfaz todavía era compatible con Linux y Mac OS X.